# Kötermoor
Kötermoor ist eine südlich von Schwei liegende Bauerschaft in der Gemeinde Stadland.

## Geographie und Landschaft
Kötermoor befindet sich inmitten des Schweier Moores. Es gibt aus dem Jahr 1825 Berichte von Irrlichtern im Moor.

## Geschichte
Der Ortsname verweist auf die Lage im Moor und die Standesbezeichnung der Bauern. Um 1400 würde Kötermoor eingedeicht, zu dieser Zeit hatte es noch den Namen Friesenmoor. Die ersten Siedler in Kötermoor waren sogenannte „Herrenköter“, also Köter die ihren Hof auf Land eines Adeligen betreiben. Die Menschen lebten vom Abbau und Verkauf von Torf, größtenteils nach Butjadingen. Die erste Schule kann für das Jahr 1648 nachgewiesen werden. Seit 1947 gibt es in Kötermoor keine Schule mehr. Es gab im 19. Jahrhundert eine Schulacht in Kötermoor. Die hier ebenfalls ansässige Mühlenacht hatte ein Einzugsgebiet von 1539 ha und errichtete 1927 ein Schöpfwerk.
Stand der Bewohner
Das Mannzahlregister der Vogtei Schwei weist für 1581 22 waffenfähige Köter in Kötermoor aus. Im Jahr 1632 werden für die Bauernschaft 8 Höfe ausgewiesen. Deren Anzahl steigt bis 1658 auf 12. 1681 waren auf 21 Wohnplätzen drei Häuslinge. 1762 waren es auf 34 Wohnplätzen 24 Köter, 6 Heuerleute und 4 Häuslinge. 1788 gab es an 28 Feuerstellen nur abgesehen von einem nicht Bauern nur Köter. 1791 wandte sich das Verhältnis zu 33 Eignern zu 26 Heuerleute auf 59 Wohnplätzen. 1793 gab es auf 36 Wohnplätzen 23 Eigner, 5 Hauptheuerleute und 8 Nebenheuerleute. 1811 sind auf 52 Wohnplätzen 4 Hausleute und 48 Köter überliefert. 1855 gibt es 71 Hausleute.

## Verwaltungsgeschichte
Kötermoor gehörte nach seiner Eindeichung um 1400 zunächst zum Kirchspiel Strückhausen. Danach ging es in der Vogtei Schwei auf. Von 1933 bis 1948 war Kötermoor Teil der Gemeinde Rodenkirchen. Seit 1974 ist es Teil der Gemeinde Stadland.

## Demographie
| Jahr | Einwohner |
| ---- | --------- |
| 1681 | 103       |
| 1762 | 145       |
| 1791 | 251       |
| 1811 | 284       |
| 1815 | 190       |
| 1855 | 351       |
| 1925 | 305       |
| 1950 | 363       |
| 1961 | 224       |
| 1970 | 140       |